# Хаген (Мозел)
Хаген (фр. Hagen) је насељено место у Француској у региону Лорена, у департману Мозел.
По подацима из 2011. године у општини је живело 338 становника, а густина насељености је износила 96,3 становника/km².

## Демографија
| 1962. | 1968. | 1975. | 1982. | 1990. | 2011. |
| ----- | ----- | ----- | ----- | ----- | ----- |
| 120   | 113   | 108   | 114   | 122   | 338   |